# Maria von Ilosvay
Maria von Ilosvay (* 8. Mai 1913 in Budapest; † 16. Juni 1987 in Hamburg) war eine ungarische Opernsängerin (Alt).

## Leben
Maria von Ilosvay studierte Gesang am Konservatorium in Budapest bei Laura Hilgermann, Felicie Kaschowska (1872–1951) und Mária Budanowicz (1884–1976) und an der Musikhochschule Wien. 1937 gewann sie den ersten Preis beim Internationalen Gesangswettbewerb in Wien. Von Oktober 1937 bis März 1938 tourte sie mit der Salzburg Opera Guild durch Nordamerika, wo sie als Dorabella in Così fan tutte Aufsehen erregte. Außerdem trat sie in den Einaktern Le pauvre matelot von Darius Milhaud und Angelique von Jacques Ibert sowie in einer von Ernst Krenek bearbeiteten Fassung der Oper L’incoronazione di Poppea auf.
1940 wurde sie an die Hamburgische Staatsoper engagiert, deren festes Ensemblemitglied sie bis zu ihrem Bühnenabschied Anfang der 1970er Jahre blieb. Hier sang sie lange Jahre die großen dramatischen Alt-Partien in den Opern von Georges Bizet, Giuseppe Verdi und Richard Wagner. Am 2. November 1965 wirkte sie dort in der Uraufführung der Oper Jacobowsky und der Oberst von Giselher Klebe mit. 1967/1968 sang sie in Hamburg in der Inszenierung von Günther Rennert die kleine, aber dramaturgisch nicht unwichtige Rolle der Theatergarderobiere in der zweiaktigen Fassung von Lulu an der Seite von Anneliese Rothenberger in der Titelrolle. Am 13. Januar 1970 gehörte von Ilosvay zur Uraufführungsbesetzung der Oper Der Belagerungszustand von Milko Kelemen.
Von 1947 bis 1949 sang Maria von Ilosvay regelmäßig an der Wiener Staatsoper. Sie trat dort unter anderem als Carmen, als Maddalena in Rigoletto, Ulrica in Ein Maskenball und als 3. Dame in der Oper Die Zauberflöte auf.
Sie gastierte in den Jahren 1948 und 1949 auch bei den Salzburger Festspielen. 1948 wirkte sie in Salzburg in der szenischen Uraufführung des Oratoriums Le vin herbé von Frank Martin als Mutter Isots mit. 1948 sang sie alternierend mit Elisabeth Höngen die Marcellina in Le nozze di Figaro. 1949 war sie die Ismene in der Uraufführung der Oper Antigonae.
1953 sang Maria von Ilosvay erstmals bei den Bayreuther Festspielen. Von 1953 bis 1958 gehörte sie zum festen Ensemble der Bayreuther Festspiele. Sie übernahm dort sowohl die großen Mezzosopran- und Altpartien in den Musikdramen von Richard Wagner, als auch kleinere Partien. 1953–1958 sang sie dort die Erda in Das Rheingold und Siegfried und 1954–1957 die Waltraute in der Götterdämmerung. Außerdem trat sie in Bayreuth als Floßhilde (1956), Schwertleite (1953–1958), 1. Norn (1953–1955, 1957) und 2. Norn (1956) in der Tetralogie Der Ring des Nibelungen auf. 1964 sang sie nochmals die Schwertleite. 1970 übernahm sie kurzfristig die Mary in Der Fliegende Holländer.
Sie gastierte auch an der Bayerischen Staatsoper, an der Staatsoper Stuttgart, an der Mailänder Scala, an der Covent Garden Opera (1955–1959, insbesondere als Erda), beim Edinburgh Festival und beim Holland Festival.

## Tondokumente
Original-Studioaufnahmen, die Maria von Ilosvays Stimme auf Schallplatte dokumentieren, liegen nur relativ wenige vor. Für Philips nahm sie zwei Solorecitals mit Opernarien von Wolfgang Amadeus Mozart, Giuseppe Verdi, Georges Bizet, Ambroise Thomas, Camille Saint-Saëns und Richard Wagner auf, die jedoch aufgrund ihres Formats – es waren 25-cm-Platten – sehr bald aus den Schallplattenkatalogen verschwanden. 1953 sang sie bei der Gesamtaufnahme der Oper Hänsel und Gretel unter Herbert von Karajan die Partie der Mutter. 1955 entstand in Rom unter der Leitung von Paul van Kempen die Aufnahme der Messa da Requiem. Die weiteren Solisten waren Gré Brouwenstijn, Petre Munteanu und Oskar Czerwenka.
Es existieren jedoch zahlreiche Live-Mitschnitte von Opernaufführungen und Rundfunkaufnahmen. Zahlreiche Aufführungen mit Maria von Ilosvay, insbesondere von den Bayreuther Festspielen, wurden alljährlich für den Rundfunk aufgezeichnet und später als Schallplatten veröffentlicht. Es sind unter anderem dokumentiert: Der Ring des Nibelungen von 1953 mit Clemens Krauss am Pult, von 1955 mit Joseph Keilberth am Pult (Ilosvay unter anderem als Erda) und von 1957 mit Hans Knappertsbusch als Dirigent (Ilosvay unter anderem als Erda und Waltraute). Mittlerweile sind diese Aufführungen, oft unter diversen verschiedenen Schallplattenlabels, auch auf CD wiederveröffentlicht worden.
Die Hamburger Lulu-Produktion wurde in einem Aufführungsmitschnitt von 1968 bei EMI auf Schallplatte und mittlerweile auch auf CD veröffentlicht. Eine Studioproduktion der Hamburgischen Staatsoper mit Maria von Ilosvay wurde mittlerweile bei dem Label Arthaus Musik auf DVD herausgebracht:  (Le Nozze di Figaro, in deutscher Sprache, 1967, als Marcellina).
In Rundfunkmitschnitten ist Maria von Ilosvay als Niklaus (Hoffmanns Erzählungen, Köln 1950), als Filipjewna (Eugen Onegin, Norddeutscher Rundfunk 1952), als Dryade (Ariadne auf Naxos, Westdeutscher Rundfunk 1954) und als Stimme der Mutter (Hoffmanns Erzählungen, Bayerischer Rundfunk 1956) zu hören. In der ZDF-Fernsehoper Das Gespenst von Canterville sang sie 1964 die Rolle der Miss Umney.